# 2020年アブダビグランプリ
2020年アブダビグランプリ (英語: 2020 Abu Dhabi Grand Prix) は、2020年のF1世界選手権第17戦（最終戦）として、2020年12月13日にヤス・マリーナ・サーキットで開催された。
正式名称は「Formula 1 Etihad Airways Abu Dhabi Grand Prix 2020」。

## 背景
新型コロナウイルス感染症の世界的流行による影響
本レースは本来11月29日に開催される予定であったが、同感染症の拡大によって多数のレースが開催中止や延期に追い込まれたことから、日程は白紙状態となった。8月25日にシーズン終盤戦の日程が発表され、当初の予定から2週間後に変更された。
タイヤ
本レースでピレリが持ち込むドライ用タイヤのコンパウンドはハード（白）：C3、ミディアム（黄）：C4、ソフト（赤）：C5の柔らかめな組み合わせ。これとは別に、翌年向けのC4コンパウンドタイヤが1台あたり1セット用意され、フリー走行2回目(FP2)で各車とも計測ラップを最低8周走らせる必要がある。
その他
来季からチーム名をアルピーヌに改称するルノーは、翌年からの加入が決まっているフェルナンド・アロンソが自身初のチャンピオンを獲得した2005年のR25でデモランを行う。

## エントリー
- 2週間前に行われたバーレーンGPの決勝でクラッシュし、炎上するマシンを脱出する際に両手を火傷したロマン・グロージャンは本レースも欠場。最終戦を待たずに5年間在籍したハースを去ることになった[8]。
- 新型コロナウイルスに感染したため前戦サヒールGPを欠場したルイス・ハミルトンは、水曜日（12月9日）の検査で陰性と判定されてバーレーンからUAEへの渡航許可が降り、UAE到着後の検査でも陰性と判定されたため、メルセデス復帰が決定。これに伴い、サヒールGPでハミルトンに代わってメルセデスを走らせたジョージ・ラッセルもウィリアムズに復帰する[9]。
- ハースはこの年のFIA F2チャンピオンとなり、2021年からの契約を結んだミック・シューマッハがケビン・マグヌッセンに代わって[10]、アルファロメオはリザーブドライバーのロバート・クビサがアントニオ・ジョヴィナッツィに代わって、金曜午前のフリー走行1回目(FP1)を走行する[11]。シューマッハは母国ドイツで行われるアイフェルGPのFP1でアルファロメオを走らせる予定であったが、悪天候により走行できなかったため、初めての公式セッション参加となる[10]。

## フリー走行
前戦サヒールGPを制したセルジオ・ペレス（レーシング・ポイント）はパワーユニット(PU)の寿命が限界に近づいたため、FP1開始前に新しいエンジン(ICE)、ターボチャージャー(TC)、MGU-Hを交換した。この3つのコンポーネントはいずれも4基目で年間使用基数の上限を超え、ケビン・マグヌッセン（ハース）も上限を超える3基目のエナジーストア(ES)とコントロールエレクトロニクス(CE)に交換し、両者とも降格グリッド数が15を超えたため最後尾グリッドに下げられる。
FP1は気温25度、路面温度39度、ドライコンディションで始まり、悪天候によりアイフェルGPで走行できなかったミック・シューマッハも無事走行することができた。トップタイムはマックス・フェルスタッペンの1分37秒378。ダニエル・リカルドは燃料ポンプのトラブルによりタイムを記録できなかった。
FP2は気温24度、路面温度31度、ドライコンディションで始まり、バルテリ・ボッタスが1分36秒276でトップタイム、ルイス・ハミルトンが2番手でメルセデスが1-2。ジョージ・ラッセルがMGU-Kの問題でマシン後方から白煙を上げ、直後にキミ・ライコネンのマシン後方から炎上して赤旗中断となった。このセッションは翌年用のタイヤテストも行われ、加えて赤旗が出されたことやトラックリミットによるタイム抹消もあり、メルセデス勢や3番手のフェルスタッペンはロングラン走行を満足に行えなかった。
一夜明けて土曜日のFP3は気温24度、路面温度37度、ドライコンディションで始まり、フェルスタッペンが1分36秒251でトップタイム、アレクサンダー・アルボンが0.5秒差で2番手とレッドブルが1-2。

## 予選
2020年12月12日 17:00 GST(UTC+4)
- 気温23度、路面温度29度、ドライコンディション[18]

マックス・フェルスタッペン（レッドブル）がメルセデス勢を僅差で逆転し、今季初のポールポジションを獲得した。通算3回目のポールポジションを獲得したフェルスタッペンはメルセデスPUの全戦ポールポジションを阻んだのみならず、アブダビGPにおいて2014年のPU導入以降初めてメルセデス以外のPUによるポールポジション、PUを供給するホンダにとっての通算80回目のポールポジションをもたらした。なお、ホンダPU勢はレッドブルのアレクサンダー・アルボンが4番手、アルファタウリのダニール・クビアトが7番手、同じくピエール・ガスリーが10番手（シャルル・ルクレールのペナルティにより9番手スタート）で4台ともトップ10に入った。コンストラクターランキング3位を争うレーシング・ポイントはセルジオ・ペレスがPU交換によるペナルティもありQ2で敗退、ランス・ストロールが8番手、マクラーレンはランド・ノリスが4番手、カルロス・サインツJr.が6番手、ルノー勢は2台ともQ2で敗退した。

### 予選結果
| 順位                | No. | ドライバー                   | コンストラクター                   | Q1       | Q2       | Q3       | Grid |
| ------------------- | --- | ---------------------------- | ---------------------------------- | -------- | -------- | -------- | ---- |
| 1                   | 33  | マックス・フェルスタッペン   | レッドブル-ホンダ                  | 1:35.993 | 1:35.641 | 1:35.246 | 1    |
| 2                   | 77  | バルテリ・ボッタス           | メルセデス                         | 1:35.699 | 1:35.527 | 1:35.271 | 2    |
| 3                   | 44  | ルイス・ハミルトン           | メルセデス                         | 1:35.528 | 1:35.466 | 1:35.332 | 3    |
| 4                   | 4   | ランド・ノリス               | マクラーレン-ルノー                | 1:36.016 | 1:35.849 | 1:35.497 | 4    |
| 5                   | 23  | アレクサンダー・アルボン     | レッドブル-ホンダ                  | 1:36.106 | 1:35.654 | 1:35.571 | 5    |
| 6                   | 55  | カルロス・サインツ           | マクラーレン-ルノー                | 1:36.517 | 1:36.192 | 1:35.815 | 6    |
| 7                   | 26  | ダニール・クビアト           | アルファタウリ-ホンダ              | 1:36.459 | 1:36.214 | 1:35.963 | 7    |
| 8                   | 18  | ランス・ストロール           | レーシング・ポイント-BWTメルセデス | 1:36.502 | 1:36.143 | 1:36.046 | 8    |
| 9                   | 10  | ピエール・ガスリー           | アルファタウリ-ホンダ              | 1:36.545 | 1:36.282 | 1:36.242 | 9    |
| 10                  | 31  | エステバン・オコン           | ルノー                             | 1:36.783 | 1:36.359 |          | 10   |
| 11                  | 3   | ダニエル・リカルド           | ルノー                             | 1:36.704 | 1:36.406 |          | 11   |
| 12                  | 16  | シャルル・ルクレール         | フェラーリ                         | 1:35.881 | 1:35.932 | 1:36.065 | 12 1 |
| 13                  | 5   | セバスチャン・ベッテル       | フェラーリ                         | 1:36.655 | 1:36.631 |          | 13   |
| 14                  | 99  | アントニオ・ジョヴィナッツィ | アルファロメオ-フェラーリ          | 1:37.075 | 1:38.248 |          | 14   |
| 15                  | 7   | キミ・ライコネン             | アルファロメオ-フェラーリ          | 1:37.555 |          |          | 15   |
| 16                  | 63  | ジョージ・ラッセル           | ウィリアムズ-メルセデス            | 1:38.045 |          |          | 16   |
| 17                  | 51  | ピエトロ・フィッティパルディ | ハース-フェラーリ                  | 1:38.173 |          |          | 17   |
| 18                  | 6   | ニコラス・ラティフィ         | ウィリアムズ-メルセデス            | 1:38.443 |          |          | 18   |
| 19                  | 11  | セルジオ・ペレス             | レーシング・ポイント-BWTメルセデス | 1:36.034 | No Time  |          | 19 2 |
| 20                  | 20  | ケビン・マグヌッセン         | ハース-フェラーリ                  | 1:37.863 |          |          | 20 3 |
| 107% time: 1:42.214 |     |                              |                                    |          |          |          |      |
| ソース:             |     |                              |                                    |          |          |          |      |

追記
- ^1 - ルクレールは前戦サヒールGPの決勝でペレスとの接触によりフェルスタッペンとともにクラッシュした件の責任を問われ、3グリッド降格[24][25]
- ^2 - ペレスはFP1の開始前に年間使用基数を超えるPUコンポーネント（4基目のエンジン(ICE)/ターボチャージャー(TC)/MGU-H）に交換し、降格グリッド数が15を超えたため後方グリッドに降格[26][13]
- ^3 - マグヌッセンはFP1の開始前に年間使用基数を超えるPUコンポーネント（3基目のエナジーストア(ES)/コントロールエレクトロニクス(CE)）に交換し、降格グリッド数が15を超えたため後方グリッドに降格[27][13]

## 決勝
2020年12月13日 17:10 GST(UTC+4)
8週目にペレスがマシントラブルでストップ、そしてセーフティカーが入り多くのマシンがピットストップをする、ここでフェラーリの2台とリカルドはステイアウト、それ以外は特に混乱もなく、フェルスタッペンがメルセデス2台に大差をつけて一度もトップを譲らずにポールトゥーウィン、マクラーレンは5位と6位に入りレーシングポイントを逆転しコンストラクターズ3位を獲得、レーシングポイントはペレスのリタイアが大きく影響した。
メルセデスは今週末はMGU-Kの信頼性に不安ができ僅かに出力を落としていた
ホンダ勢は3台入賞で今シーズンを締め括った

### レース結果
| 順位    | No. | ドライバー                   | コンストラクター                   | 周回数 | タイム/リタイア原因 | Grid | Pts. |
| ------- | --- | ---------------------------- | ---------------------------------- | ------ | ------------------- | ---- | ---- |
| 1       | 33  | マックス・フェルスタッペン   | レッドブル-ホンダ                  | 55     | 1:36:28.645         | 1    | 25   |
| 2       | 77  | バルテリ・ボッタス           | メルセデス                         | 55     | +15.976             | 2    | 18   |
| 3       | 44  | ルイス・ハミルトン           | メルセデス                         | 55     | +18.415             | 3    | 15   |
| 4       | 23  | アレクサンダー・アルボン     | レッドブル-ホンダ                  | 55     | +19.987             | 5    | 12   |
| 5       | 4   | ランド・ノリス               | マクラーレン-ルノー                | 55     | +1:00.729           | 4    | 10   |
| 6       | 55  | カルロス・サインツ           | マクラーレン-ルノー                | 55     | +1:05.662           | 6    | 8    |
| 7       | 3   | ダニエル・リカルド           | ルノー                             | 55     | +1:13.748           | 11   | 7 FL |
| 8       | 10  | ピエール・ガスリー           | アルファタウリ-ホンダ              | 55     | +1:29.718           | 9    | 4    |
| 9       | 31  | エステバン・オコン           | ルノー                             | 55     | +1:41.069           | 10   | 2    |
| 10      | 18  | ランス・ストロール           | レーシング・ポイント-BWTメルセデス | 55     | +1:42.738           | 8    | 1    |
| 11      | 26  | ダニール・クビアト           | アルファタウリ-ホンダ              | 54     | +1 Lap              | 7    |      |
| 12      | 7   | キミ・ライコネン             | アルファロメオ-フェラーリ          | 54     | +1 Lap              | 15   |      |
| 13      | 16  | シャルル・ルクレール 1       | フェラーリ                         | 54     | +1 Lap              | 12   |      |
| 14      | 5   | セバスチャン・ベッテル       | フェラーリ                         | 54     | +1 Lap              | 13   |      |
| 15      | 63  | ジョージ・ラッセル           | ウィリアムズ-メルセデス            | 54     | +1 Lap              | 16   |      |
| 16      | 99  | アントニオ・ジョヴィナッツィ | アルファロメオ-フェラーリ          | 54     | +1 Lap              | 14   |      |
| 17      | 6   | ニコラス・ラティフィ         | ウィリアムズ-メルセデス            | 54     | +1 Lap              | 18   |      |
| 18      | 20  | ケビン・マグヌッセン         | ハース-フェラーリ                  | 54     | +1 Lap              | 20   |      |
| 19      | 51  | ピエトロ・フィッティパルディ | ハース-フェラーリ                  | 53     | +2 Laps             | 17   |      |
| Ret     | 11  | セルジオ・ペレス             | レーシング・ポイント-BWTメルセデス | 8      | トランスミッション  | 19   |      |
| ソース: |     |                              |                                    |        |                     |      |      |

追記
- ^FL - ファステストラップの1点を含む

優勝者マックス・フェルスタッペンの平均速度
189.902 km/h (118.000 mph)
ファステストラップ
- ダニエル・リカルド - 1:40.926 (55周目)

ラップリーダー
太字は最多ラップリーダー
- マックス・フェルスタッペン - 55周 (全周回)

## ランキング
|         | 順位 | ドライバー                 | ポイント |
| ------- | ---- | -------------------------- | -------- |
|         | 1    | ルイス・ハミルトン         | 347      |
|         | 2    | バルテリ・ボッタス         | 223      |
|         | 3    | マックス・フェルスタッペン | 214      |
|         | 4    | セルジオ・ペレス           | 125      |
|         | 5    | ダニエル・リカルド         | 119      |
| ソース: |      |                            |          |

|         | 順位 | コンストラクター                   | ポイント |
| ------- | ---- | ---------------------------------- | -------- |
|         | 1    | メルセデス                         | 573      |
|         | 2    | レッドブル-ホンダ                  | 319      |
| 1       | 3    | マクラーレン-ルノー                | 202      |
| 1       | 4    | レーシング・ポイント-BWTメルセデス | 195      |
|         | 5    | ルノー                             | 181      |
| ソース: |      |                                    |          |

- 注：ドライバー、コンストラクター共にトップ5のみ表示。